# Grassleia hydrothermalis
Grassleia hydrothermalis är en ringmaskart som beskrevs av Solis-Weiss 1993. Grassleia hydrothermalis ingår i släktet Grassleia och familjen Ampharetidae. Inga underarter finns listade i Catalogue of Life.